# Короново (гміна)
Гміна Короново (пол. Gmina Koronowo) — місько-сільська гміна у північній Польщі. Належить до Бидґозького повіту Куявсько-Поморського воєводства.
Станом на 31 грудня 2011 у гміні проживало 24052 особи.

## Площа
Згідно з даними за 2007 рік площа гміни становила 411.70 км², у тому числі:
- орні землі: 56.00%
- ліси: 31.00%

Таким чином, площа гміни становить 29.52% площі повіту.

## Населення
Станом на 31 грудня 2011:
| Опис     | Загалом | Загалом | Чоловіки | Чоловіки | Жінки | Жінки |
| -------- | ------- | ------- | -------- | -------- | ----- | ----- |
| одиниця  | осіб    | %       | осіб     | %        | осіб  | %     |
| все      | 24052   | 100     | 11910    | 49.52    | 12142 | 50.48 |
| міське   | 11363   | 100     | 5473     | 48.17    | 5890  | 51.83 |
| сільське | 12689   | 100     | 6437     | 50.73    | 6252  | 49.27 |

## Сусідні гміни
Гміна Короново межує з такими гмінами: Добрч, Ґостицин, Любево, Осельсько, Прущ, Сіценко, Сошно, Швекатово.